# محمد شعيب (كويتي)
محمد شعيب، من مواليد 5 يونيو 1952، لاعب كرة قدم كويتي سابق.
و قد كان يلعب مع نادي الكويت، وقد لعب أول مباراة له مع نادي الكويت في عام 1970 أمام نادي كاظمة وخسروها 1-2، وقد سجل هدف في نهائي كأس الأمير 1977/1978.
و قد لعب مع منتخب الكويت لكرة القدم، وكانت أول مباراة دولية له أمام منتخب العراق لكرة القدم في عام 1972.

## كأس الخليج

### كأس الخليج 1972
و قد سجل هدفين في مرمى منتخب قطر لكرة القدم.

### كأس الخليج 1974
و قد سجل هدف في مرمى منتخب الإمارات لكرة القدم.